# Palyas aurata
Palyas aurata là một loài bướm đêm trong họ Geometridae.